# Rudolf Mock
Rudolf Mock (28. prosince 1943, Bratislava – 22. srpna 1996, Modrý Kameň) byl slovenský geolog a paleontolog.

## Život
Studoval na gymnáziu v Bratislavě, které ukončil maturitou v roce 1961. Následně pokračoval ve studiu na Přírodovědecké fakultě Univerzity Komenského. Už jako univerzitní student byl členem československého horolezeckého reprezentačního družstva. Po skončení vysokoškolského studia v roce 1966 nastoupil na Katedru geologie a paleontologie Přírodovědecké fakulty Univerzity Komenského jako asistent a od roku 1969 jako odborný asistent. V roce 1971 získal titul RNDr.
Na radu profesora Dimitrije Andrusova se věnoval na Slovensku do té doby málo známému výzkumu fosilní fauny konodontů, což využil při zónování triasu a řešení paleogeografických problémů. V roce 1973 společně s Heinzem Kozurem publikoval nové stratigrafické informace o meliatské jednotce, tehdy řazené ke gemeriku a prokázal také existenci silického příkrovu. Pokračování výzkumů vedlo k zjištění, že meliatská jednotka je subdukční melanží po uzavření triasického oceánu, který subdukoval v juře při kimerské kolizi. Objev tzv. Meliatského oceánu podstatně změnil chápání vzniku Vnitřních Západních Karpat. Tento fakt byl o to významnější, že předcházel jeho objevení v podstatně lépe prozkoumaných Východních Alpách. Mock se též podílel i na vymezení pokračování meliatské jednotky v alpské oblasti. Charismatickým způsobem přednášení, otevřeností a komunikativností vzbuzoval velké sympatie studentů. Vychoval více než 20 diplomantů, z nichž se někteří stali elitou jedné generace slovenské geologie.
V letech 1990 až 1994 vykonával funkci vedoucího Katedry geologie a paleontologie na Přírodovědecké fakultě Univerzity Komenského. Účastnil se více než 13 expedic do zemí Asie, Severní Afriky, ale i na Sicílii či Island. Aktivně spolupracoval na výrobě filmů z těchto cest. Jako předseda komise pro ochranu geologických jevů SZOPK se podílel na zlepšení ochrany mnoha geologických objektů na Slovensku. V roce 1994, kvůli deziluzí z poměrů ve školství, odešel z Přírodovědecké fakulty, kde až do roku 1996 působil jen jako externista. Dva semestry externě přednášel na univerzitě v rakouském Innsbrucku. Byl autorem nebo spoluautorem více než 60 vědeckých publikací, z nichž bylo 25 zveřejněno v zahraničních odborných časopisech.
Tragicky zahynul při výškových pracích na kostele v Modrém Kameni 22. srpna 1996.